# Илли, Франческо
Франческо Илли (венг. Francesco Illy; 7 октября 1892, Тимишоара — 22 октября 1956, Триест) — венгерский бухгалтер, счетовод, бизнесмен, филантроп. Он основал компанию Illy и изобрёл различные кофейные машины.

## Биография
Франческо родился в семье среднего класса в Тимишваре, Австро-Венгрия. Его отец, Янош Илли, был венгерским плотником. Его мать, Алоизия Рёсслер, была дунайской швабкой. Он изучал экономику в Темешваре. После окончания средней школы он переехал в Вену, где работал в двух крупных трансильванских компаниях. В возрасте 22 лет он был призван в австро-венгерскую армию и с 1914 года служил почти на всех фронтах Первой мировой войны, в том числе в битве при Краснике и битвах при Изонцо. Он был награжден Серебряным и Железным крестами «За заслуги», а в 1917 году награжден бронзовой медалью «За отвагу», войсковым крестом Карла и дослужился до звания сержанта.
После войны и Трианонского договора он остался со своей сестрой в Триесте, где вскоре женился. Он нашел работу в компаниях, занимающихся обжаркой кофе и какао. Позже он изобрел свой собственный метод поддержания качества свежеобжаренного кофе, чтобы его можно было доставлять в другие места, а не обжаривать на месте. Он заключил партнерство с местными производителями кофе Hausbrandt. Он познакомился с Витторией Берг, учительницей игры на фортепиано итало-ирландского происхождения, и вскоре женился на ней. У них было двое детей.
В 1933 году Илли основал компанию illycaffè, которая изобрела первую автоматическую кофемашину, в которой пар был заменен водой под давлением. Illetta стала предшественницей сегодняшней эспрессо-машины.
Его сын, химик-пищевик Эрнесто Илли (1925–2008), взял на себя управление кофейной компанией, которая сейчас находится в руках семьи Илли в третьем поколении.